# Quiero ser monja
Quiero ser monja fue un programa de docurrealidad producido por Warner Bros y emitido por Cuatro desde el 10 de abril de 2016. Es una adaptación a España del formato estadounidense The Sisterhood: Becoming Nuns.

## Formato
Unas jóvenes dijeron haber recibido la llamada de Dios y decidieron vivir durante seis semanas como monjas, siguiendo todas sus costumbres.
El programa buscaba ayudar a estas jóvenes a confirmar si querían consagrar su vida a Dios o seguir viviendo su fe como seglares. Para ello, ingresaron como aspirantes a monja en tres conventos situados en Madrid, Onil y Granada: las hermanas del Santísimo Sacramento, de Santa María de Leuca y las Justinianas, respectivamente, además de realizar labores de misión en la zona del cauce del Amazonas.

## Episodios y audiencias

### 1.ª temporada
| Programa | Título         | Día de emisión      | Audiencia        |
| -------- | -------------- | ------------------- | ---------------- |
| 1        | La llamada     | 10 de abril de 2016 | 1 390 000 (7,1%) |
| 2        | El camino      | 17 de abril de 2016 | 1 154 000 (6,2%) |
| 3        | El pensamiento | 24 de abril de 2016 | 851 000 (4,5%)   |
| 4        | Las dudas      | 1 de mayo de 2016   | 808 000 (4,9%)   |
| 5        | La realidad    | 8 de mayo de 2016   | 896 000 (4,7%)   |
| 6        | La respuesta   | 15 de mayo de 2016  | 725 000 (4,2%)   |

## Concursantes
En el programa participaron cinco jóvenes; dos de ellas, Jaqui y Janet, eran hermanas:
| Nombre          | Nombre          | Procedencia | Edad                           | Profesión      | Decisión final |
| --------------- | --------------- | ----------- | ------------------------------ | -------------- | -------------- |
|                 | Janet Capdevila | Barcelona   | 22 años                        | Administrativo | Vida laica     |
| Jaqui Capdevila | Barcelona       | 23 años     | Estudiante de Filosofía        |                | Vida laica     |
| Juleysi         | Madrid          | 20 años     | Estudiante de Patronaje y Moda |                | Vida laica     |
| María Fernanda  | Islas Baleares  | 23 años     | Auxiliar de enfermería         | Vida religiosa |                |
| Paloma          | Almería         | 21 años     | Estudiante de Educación social | Vida religiosa |                |

### Mundo televisivo
- Janet Capdevila participó en Supervivientes en 2017, siendo la primera expulsada de la edición tras 21 días en el concurso. Cinco días después de su expulsión, el programa le ofreció volver al concurso debido al abandono de otra concursante. Finalmente, entró repescada siendo, de nuevo, una semana después, expulsada por la audiencia.

## Audiencia media
| Edición          | Fecha | Cadena | Espectadores | Cuota |
| ---------------- | ----- | ------ | ------------ | ----- |
| Quiero ser monja | 2016  | Cuatro | 971 000      | 5,3%  |